# Cour du Levant
La cour du Levant est une voie située dans le quartier de Bercy du 12e arrondissement de Paris.

## Situation et accès
La cour du Levant est accessible par la ligne de métro 14 à la station Cour Saint-Émilion.

## Historique
Cette voie est située sur le site des anciens entrepôts de Bercy. Elle est issue de l'aménagement de la partie est de la ZAC de Bercy et a pris son nom à la suite d'une décision municipale en date du 5 juillet 1993.

## Bâtiments remarquables et lieux de mémoire
- Entrepôts de Bercy